# Eurypsyche
Eurypsyche är ett släkte av fjärilar. Eurypsyche ingår i familjen nattflyn.
Kladogram enligt Catalogue of Life:
| Eurypsyche | \| \| Eurypsyche lewinii \| \| \| \| \| \| Eurypsyche microsticta \| \| \| \| \| \| Eurypsyche similis \| \| \| \| \| \| Eurypsyche xylogramma \| \| \| \| |
|            | \| \| Eurypsyche lewinii \| \| \| \| \| \| Eurypsyche microsticta \| \| \| \| \| \| Eurypsyche similis \| \| \| \| \| \| Eurypsyche xylogramma \| \| \| \| |
|            | Eurypsyche lewinii |
|            | |
|            | Eurypsyche microsticta |
|            | |
|            | Eurypsyche similis |
|            | |
|            | Eurypsyche xylogramma |
|            | |